# Sin Pijama
«Sin Pijama» — пісня американської співачки Беккі Джі і домініканської співачки Натті Наташа. Його написали два співаки: Нейт Кампані, Кайл Шерір, Рафаель Піна, його продюсери Дедді Янкі і Геббі М'юзік, а також спів-продюсери Mau y Ricky, Джон Леон і Каміло Ечеверрі. Пісня та її кліп були випущені компанією Sony Music Latin 20 квітня 2018 року. Це стало і Гомесом, і Наташею третьою вершиною 10 хіт на США Hot Latin Songs і досягла першого рядка в Болівії та Іспанії, а також топ-10 в Чилі, Сальвадорі, Гватемалі, Гондурасі, Нікарагуа, Перу й Уругваї. «Sin Pijama» отримала латинську платинову сертифікацію в США і перевищила 100 мільйонів переглядів на YouTube/Vevo протягом трьох тижнів після виходу.

## Чарти

### Тижневі чарти
| Чарт (2018-19)                            | Найвища позиція |
| ----------------------------------------- | --------------- |
| Аргентина (Argentina Hot 100)             | 3               |
| Бельгія (Ultratip Flanders)               | 20              |
| Болівія (Monitor Latino)                  | 1               |
| Чилі (Monitor Latino)                     | 1               |
| Колумбія (Monitor Latino)                 | 9               |
| Колумбія (National-Report)                | 11              |
| Коста-Рика (Monitor Latino)               | 4               |
| Домініканська Республіка (Monitor Latino) | 5               |
| Еквадор (Monitor Latino)                  | 5               |
| Еквадор (National-Report)                 | 23              |
| Сальвадор (Monitor Latino)                | 1               |
| Гватемала (Monitor Latino)                | 4               |
| Гондурас (Monitor Latino)                 | 2               |
| Угорщина (Dance Top 40)                   | 8               |
| Італія (FIMI)                             | 80              |
| Mexico Airplay (Billboard)                | 15              |
| Нідерланди (Mega Single Top 100)          | 97              |
| Нікарагуа (Monitor Latino)                | 2               |
| Парагвай (Monitor Latino)                 | 3               |
| Перу (Monitor Latino)                     | 3               |
| Польща (Dance Top 50)                     |                 |
| Португалія (AFP)                          | 23              |
| Пуерто-Рико (Monitor Latino)              | 19              |
| Румунія (Airplay 100)                     | 6               |
| Словаччина (IFPI)                         | 35              |
| Словаччина (Singles Digitál Top 100)      | 27              |
| Іспанія (PROMUSICAE)                      | 1               |
| Sweden Heatseeker (Sverigetopplistan)     | 11              |
| Швейцарія (Media Control AG)              | 33              |
| Уругвай (Monitor Latino)                  | 6               |
| США (Billboard Hot 100)                   | 70              |
| США (Hot Latin Songs) (Billboard)         | 4               |
| США (Rap Songs) (Billboard)               | 21              |
| Венесуела (Monitor Latino)                | 18              |
| Венесуела (National-Report)               | 12              |

### Річні чарти
| Чарт (2018)                    | Позиція |
| ------------------------------ | ------- |
| Аргентина (Monitor Latino)     | 30      |
| Румунія (Airplay 100)          | 50      |
| US Hot Latin Songs (Billboard) | 9       |

## Сертифікації
| Регіон | Сертифікація        | Продажі |
| --- | ------------------- | ------- |
| Італія (FIMI) | Золото              | 25,000  |
| Мексика (AMPROFON) | 4×                  | 270,000 |
| Польща (ZPAV) | Золото              | 10,000  |
| Іспанія (PROMUSICAE) | 5× Платина          | 200,000 |
| Швейцарія (IFPI Switzerland) | Золото              | 10,000  |
| США (RIAA) | 13× Платина (Latin) | 780,000 |
| *продажі, що базуються лише на сертифікаціях · ^відвантаження, що базуються лише на сертифікаціях · продажі+прослуховування, що базуються лише на сертифікаціях |                     |         |